# Antioco Chuzon
Antioco Chuzon detto il Vecchio (latino: Antiochus Chuzon; Antiochia di Siria, ... – tra il 438 e il 444) è stato un politico romano, Prefetto del pretorio d'Oriente e Console, che collaborò alla stesura del Codice teodosiano.

## Biografia
Nel 429 ricopriva la carica di Quaestor sacri palatii presso la corte orientale, quando l'imperatore Teodosio II lo nominò membro della prima commissione incaricata di elaborare il Codice teodosiano.
Fu poi Prefetto del pretorio d'Oriente tra il 430 e il 431. Durante questo periodo fu corrispondente di Teodoreto di Cirro, organizzò con Nestorio il suo ritorno in Oriente attraverso l'Asia e il Ponto, e ricostruì le mura cittadine di Antiochia di Siria, sua città natale. Nel 431 fu il Console scelto dalla corte orientale come collega del console occidentale Anicio Auchenio Basso.
Nel 435 fu inserito tra i membri della seconda commissione incaricata di elaborare il Codice teodosiano e, alla promulgazione del Codice nel 438, fu nominato tra gli estensori.
Morì tra il 438 e il 444.